# WTA Brisbane

Spielszene aus dem Jahr 2009:
Ana Ivanović gegen Amélie Mauresmo

Das WTA Brisbane (offiziell: Brisbane International) ist ein Damen-Tennisturnier der WTA Tour, das jeweils Anfang Januar in der australischen Stadt Brisbane ausgetragen wird. Das Vorgänger- und Nachfolgeturnier von Gold Coast gilt als Vorbereitungsturnier für die Australian Open. Parallel zum Turnier der Kategorie WTA 500 findet auf der Anlage auch das Herrenturnier ATP Brisbane statt.

## Spielstätte
Bis 1994 wurde im Milton Tennis Centre gespielt, bis 1988 auf Rasen- und von 1989 bis 1994 auf Hartplätzen. Seit 2009 findet das Turnier im Queensland Tennis Centre statt.

## Siegerliste

### Einzel
| Jahr                                          | Siegerin              | Finalgegnerin                | Ergebnis       |
| --------------------------------------------- | --------------------- | ---------------------------- | -------------- |
| 1982                                          | Wendy Turnbull        | Pam Shriver                  | 6:3, 6:1       |
| 1983                                          | Pam Shriver (1)       | Wendy Turnbull               | 6:4, 7:5       |
| 1984                                          | Helena Suková (1)     | Elizabeth Sayers             | 6:4, 6:4       |
| 1985                                          | Martina Navratilova   | Pam Shriver                  | 6:3, 7:5       |
| 1986 fand in Brisbane kein WTA-Turnier statt  |                       |                              |                |
| 1987                                          | Hana Mandlíková       | Pam Shriver                  | 6:2, 2:6, 6:4  |
| ↓ Kategorie: Tier V ↓                         |                       |                              |                |
| 1988                                          | Pam Shriver (2)       | Jana Novotná                 | 7:6, 7:6       |
| 1989                                          | Helena Suková (2)     | Brenda Schultz               | 7:6, 7:6       |
| ↓ Kategorie: Tier IV ↓                        |                       |                              |                |
| 1990                                          | Natallja Swerawa      | Rachel McQuillan             | 6:4, 6:0       |
| 1991                                          | Helena Suková (3)     | Akiko Kijimuta               | 6:4, 6:3       |
| 1992                                          | Nicole Provis         | Rachel McQuillan             | 6:3, 6:2       |
| ↓ Kategorie: Tier III ↓                       |                       |                              |                |
| 1993                                          | Conchita Martínez     | Magdalena Maleewa            | 6:3, 6:4       |
| 1994                                          | Lindsay Davenport     | Florencia Labat              | 6:1, 2:6, 6:3  |
| 1995–2008 fand in Brisbane kein Turnier statt |                       |                              |                |
| ↓ Kategorie: International ↓                  |                       |                              |                |
| 2009                                          | Wiktoryja Asaranka    | Marion Bartoli               | 6:3, 6:1       |
| 2010                                          | Kim Clijsters         | Justine Henin                | 6:3, 4:6, 7:66 |
| 2011                                          | Petra Kvitová         | Andrea Petković              | 6:1, 6:3       |
| ↓ Kategorie: Premier ↓                        |                       |                              |                |
| 2012                                          | Kaia Kanepi           | Daniela Hantuchová           | 6:2, 6:1       |
| 2013                                          | Serena Williams (1)   | Anastassija Pawljutschenkowa | 6:2, 6:1       |
| 2014                                          | Serena Williams (2)   | Wiktoryja Asaranka           | 6:4, 7:5       |
| 2015                                          | Marija Scharapowa     | Ana Ivanović                 | 6:74, 6:3, 6:3 |
| 2016                                          | Wiktoryja Asaranka    | Angelique Kerber             | 6:3, 6:1       |
| 2017                                          | Karolína Plíšková (1) | Alizé Cornet                 | 6:0, 6:3       |
| 2018                                          | Elina Switolina       | Aljaksandra Sasnowitsch      | 6:2, 6:1       |
| 2019                                          | Karolína Plíšková (2) | Lessja Zurenko               | 4:6, 7:5, 6:2  |
| 2020                                          | Karolína Plíšková (3) | Madison Keys                 | 6:4, 4:6, 7:5  |
| 2021–2023 fand in Brisbane kein Turnier statt |                       |                              |                |
| ↓ Kategorie: WTA 500 ↓                        |                       |                              |                |
| 2024                                          | Jelena Rybakina       | Aryna Sabalenka              | 6:0, 6:3       |
| 2025                                          | Aryna Sabalenka       | Polina Kudermetowa           | 4:6, 6:3, 6:2  |

### Doppel
| Jahr                                           | Siegerinnen                                    | Finalgegnerinnen                           | Ergebnis          |
| ---------------------------------------------- | ---------------------------------------------- | ------------------------------------------ | ----------------- |
| 1982                                           | Billie Jean King Anne Smith                    | Claudia Kohde-Kilsch Eva Pfaff             | 6:3, 6:4          |
| 1983                                           | Anne Hobbs Wendy Turnbull                      | Pam Shriver Sharon Walsh                   | 6:3, 6:4          |
| 1984                                           | Martina Navratilova Pam Shriver                | Bettina Bunge Eva Pfaff                    | 6:3, 6:2          |
| 1985                                           | Martina Navratilova Pam Shriver                | Claudia Kohde-Kilsch Helena Suková         | 6:4, 6:7, 6:1     |
| 1986 fand in Brisbane kein WTA-Turnier statt!  |                                                |                                            |                   |
| 1987                                           | Hana Mandlíková Wendy Turnbull                 | Betsy Nagelsen Elizabeth Smylie            | 6:4, 6:3          |
| ↓ Kategorie: Tier V ↓                          |                                                |                                            |                   |
| 1988                                           | Betsy Nagelsen Pam Shriver                     | Claudia Kohde-Kilsch Helena Suková         | 2:6, 7:5, 6:2     |
| 1989                                           | Jana Novotná Helena Suková                     | Patty Fendick Jill Hetherington            | 6:7, 6:1, 6:2     |
| ↓ Kategorie: Tier IV ↓                         |                                                |                                            |                   |
| 1990                                           | Jana Novotná Helena Suková                     | Hana Mandlíková Pam Shriver                | 6:3, 6:1          |
| 1991                                           | Gigi Fernández Jana Novotná                    | Patty Fendick Helena Suková                | 6:3, 6:1          |
| 1992                                           | Jana Novotná Larisa Savchenko-Neiland          | Manon Bollegraf Nicole Provis              | 6:4, 6:3          |
| ↓ Kategorie: Tier III ↓                        |                                                |                                            |                   |
| 1993                                           | Conchita Martínez Larisa Neiland               | Shannan McCarthy Kimberly Po               | 6:2, 6:2          |
| 1994                                           | Laura Golarsa Natalija Medwedjewa              | Jenny Byrne Rachel McQuillan               | 6:3, 6:1          |
| 1995–2008 fand in Brisbane kein Turnier statt! |                                                |                                            |                   |
| ↓ Kategorie: International ↓                   |                                                |                                            |                   |
| 2009                                           | Anna-Lena Grönefeld Vania King                 | Klaudia Jans Alicja Rosolska               | 3:6, 7:5, [10:5]  |
| 2010                                           | Andrea Hlaváčková Lucie Hradecká               | Melinda Czink Arantxa Parra Santonja       | 2:6, 7:63, [10:4] |
| 2011                                           | Alissa Kleibanowa Anastassija Pawljutschenkowa | Klaudia Jans Alicja Rosolska               | 6:3, 7:5          |
| ↓ Kategorie: Premier ↓                         |                                                |                                            |                   |
| 2012                                           | Nuria Llagostera Vives Arantxa Parra Santonja  | Raquel Kops-Jones Abigail Spears           | 7:62, 7:62        |
| 2013                                           | Bethanie Mattek-Sands Sania Mirza              | Anna-Lena Grönefeld Květa Peschke          | 4:6, 6:4, [10:7]  |
| 2014                                           | Alla Kudrjawzewa Anastasia Rodionova           | Kristina Mladenovic Galina Woskobojewa     | 6:4, 6:1          |
| 2015                                           | Martina Hingis Sabine Lisicki                  | Caroline Garcia Katarina Srebotnik         | 6:2, 7:5          |
| 2016                                           | Martina Hingis Sania Mirza                     | Angelique Kerber Andrea Petković           | 7:5, 6:1          |
| 2017                                           | Bethanie Mattek-Sands Sania Mirza              | Jekaterina Makarowa Jelena Wesnina         | 6:2, 6:3          |
| 2018                                           | Kiki Bertens Demi Schuurs                      | Andreja Klepač María José Martínez Sánchez | 7:5, 6:2          |
| 2019                                           | Nicole Melichar Květa Peschke                  | Chan Hao-ching Latisha Chan                | 6:1, 6:1          |
| 2020                                           | Hsieh Su-wei Barbora Strýcová                  | Ashleigh Barty Kiki Bertens                | 3:6, 7:67, [10:8] |
| 2021–2023 fand in Brisbane kein Turnier statt  |                                                |                                            |                   |
| ↓ Kategorie: WTA 500 ↓                         |                                                |                                            |                   |
| 2024                                           | Ljudmyla Kitschenok Jeļena Ostapenko           | Greet Minnen Heather Watson                | 7:5, 6:2          |
| 2025                                           | Mirra Andrejewa Diana Schneider                | Priscilla Hon Anna Kalinskaja              | 7:66, 7:5         |